# Пітер Сурай
Пітер Сурай (Петро Федорович Сурай, англ. Peter F. Surai; нар.. 18 лютого 1956, с. Чапліївка, Шосткинський район, Сумська область, Українська РСР, СРСР) — радянський, український і британський учений в галузі біохімії, репродукції та  годівлі сільськогосподарської птиці. Іноземний член Російської академії сільськогосподарських наук (РАСГН; з 2010) і Російської академії наук (РАН; з 2014). Доктор біологічних наук, професор, винахідник.

## Біографія

### Навчання
Народився 18 лютого 1956 року в селі Чапліївка Шосткинського району на Сумщині, де закінчив сільську середню школу. З дитинства працював у місцевому колгоспі. У 1973—1978 роках навчався за фахом біохімік в Харківському державному університеті імені О. М. Горького. Одночасно закінчив факультет суспільних професій при тому ж університеті за спеціальністю журналістика.
Після четвертого курсу зацікавився науковими дослідженнями. Переломним моментом стала практика у лабораторії зоохімічного аналізу науково-дослідного інституту птахівництва у с. Бірки Зміївського району Харківської області. Значний вплив на нього здійснив завідувач цієї лабораторії доктор біологічних наук Марк Жедек.
У 1987 році в складі групи з 16 перспективних молодих фахівців з усього Радянського Союзу навчався на державних курсах спеціальної підготовки з англійської мови.

### Наукова кар'єра
Свій трудовий шлях розпочав у 1977 році в Інституті птахівництва АН УРСР, займаючи посади:
- 1977 — лаборанта, в 1977—1978 — старшого лаборанта лабораторії зоохіманалізу[3],
- 1978—1983 — хіміак-аналітикп, з 1979 — старшого хіміка-аналітика лабораторії зоохіманалізу[2][3].

У 1980 році вступив до аспірантури за спеціальністю «Годівля сільськогосподарських тварин і технологія кормів».
З перших років наукової роботи основною галуззю наукових інтересів П. Ф. Сурая стало вивчення антиоксидантів та їх ролі в розмноженні свійських птахів. Так, в 1981 році він вперше досліджував концентрацію вітаміну E і його фізіологічні функції в спермі індиків та встановив, що цей вітамін є стабілізатором мембран сперматозоїдів.
У 1983 році захистив дисертацію на здобуття наукового ступеня кандидата біологічних наук на тему «Біохімічні та функціональні зміни в тканинах і спермі індиків залежно від рівнів вітамінів E і A в кормі». В подальшому обіймав наступні посади:
- 1983—1984 — молодший науковий співробітник лабораторії зоохіманалізу,
- 1984—1986 — старший науковий співробітник відділу годування,
- 1986—1988 — завідувач лабораторією біології розмноження,
- 1988—1991 — провідний науковий співробітник відділу репродукції.

У 1991 році захистив дисертацію на здобуття наукового ступеня доктора біологічних наук під назвою «Біологічні основи та експрес-методи контролю вітамінного харчування сільськогосподарських птахів», за фахом «Фізіологія людини і тварин» . В подальшому обіймав керівні посади:
- 1992 — завідувача лабораторією біологічно активних речовин[2][3][11],
- 1993—1997 — завідувач відділом фізіології, біохімії та харчування птахів[2][3][10][11][14],
- 1997—2001 — головного наукового співробітника відділу фізіології, біохімії та харчування птахів[16].

З 1994 року, завоювавши стипендії Британської ради та Лондонського королівського товариства / НАТО, працював в  Шотландському сільськогосподарському коледжі:
- 1994—1995 — запрошений дослідник відділу біохімії,
- 1996—1999 — вчений-дослідник відділу біохімії та харчування,
- 1999—2001 — старший учений-дослідник Дослідницького центру з птахівництва,
- 2001—2004 — професор Дослідницького центру з птахівництва.

Із травня 2004 року по травень 2009 року був завідувачем відділом антиоксидантів і професором в компанії Alltech (UK) Ltd. (Alltech House Ryhall Road, Stamford Lincs PE9 1TZ, UK).
З травня 2009 року — професор біохімії харчування, технічний директор компанії Feed-Food Ltd. (53 Dongola Road, Ayr, KA7 3BN, Scotland, UK; www.feedfood.co.uk, www.feedfood.com.ua).
У 2016—2019 роках виступив ключовим учасником наукового проєкту при Московській державній академії ветеринарної медицини та біотехнології імені К. І. Скрябіна, який був підтриманий мегагрантом Уряду Російської Федерації і спрямований на розробку сучасних біотехнологій для оцінки експресії генів у зв'язку з продуктивністю і стійкістю до захворювань в птахівництві.
Галузями головних інтересів професора Сурая продовжують залишатися аспекти метаболізму антиоксидантів, включаючи селен, вітамін E і каротиноїди, які мають важливе значення для харчування і розмноження домашньої птиці, а також для виробництва функціональної харчових продуктів. Також він сконцентрувався на вивченні молекулярних механізмів стресів і розробці харчових способів зменшення їх негативного впливу на птицю. Зокрема, він висунув концепцію вітагенів для боротьби зі стресами в птахівництві. Активно співпрацює з низкою птахівницьких підприємств України і Росії, допомагаючи їм своїми розробками поліпшити яєчну і м'ясну продуктивність птиці.
Активно виступає з доповідями і лекціями на міжнародних конгресах, конференціях і семінарах, прочитавши з 2004 року лекції в 72 країнах . Був основним запрошеним доповідачем на трьох Всесвітніх конгресах із птахівництва в Австралії (2008), Бразилії (2012) та Китаї (2016). Серед найбільш значущих презентацій Пітера Сурая можна відзначити його доповідь на XXV Всесвітньому конгресі з птахівництва в Пекіні в 2016 році, де автор був названий учасниками конгресу в числі чотирьох вчених світу з «особливо високою репутацією».

## Участь в наукових товариствах і виданнях

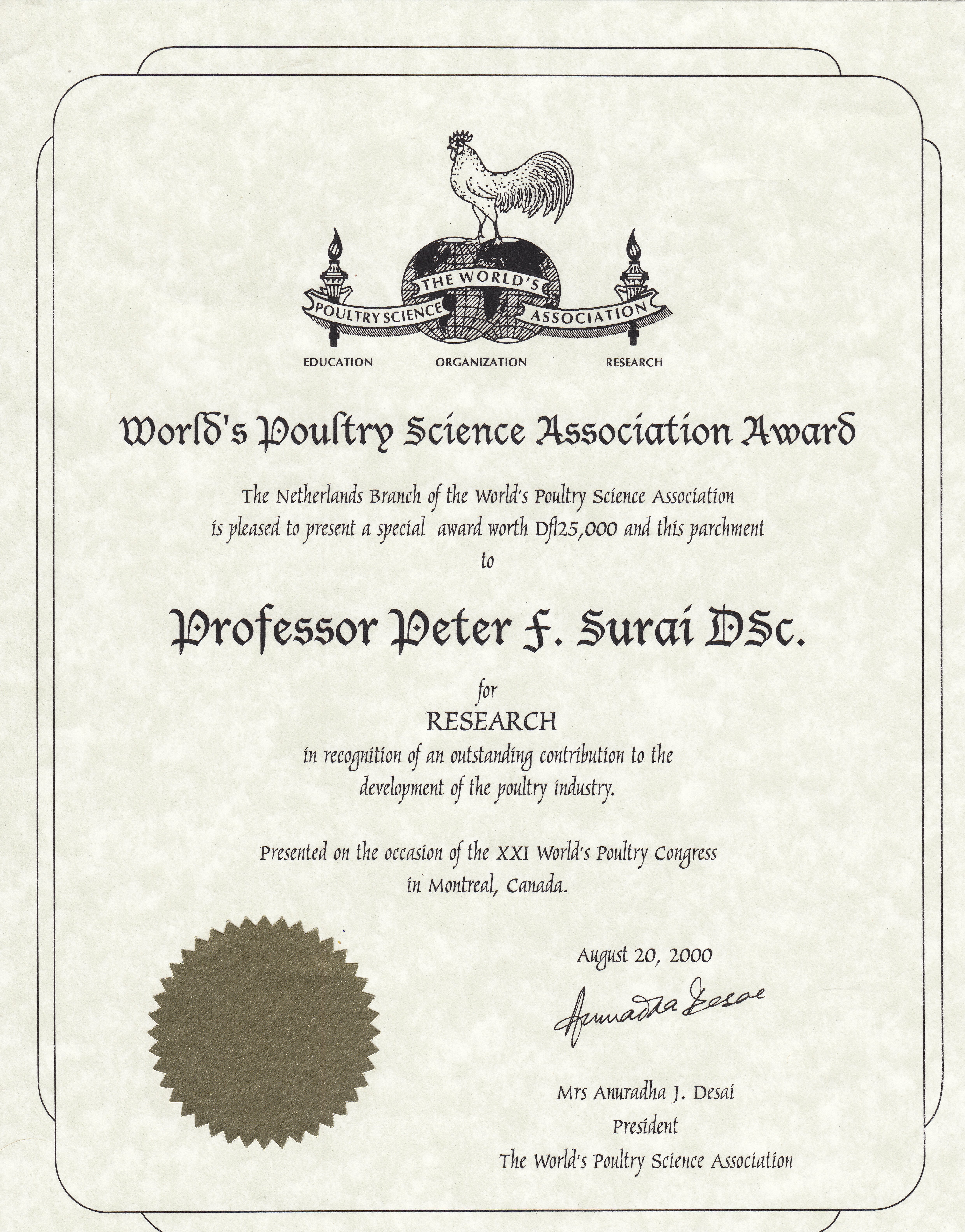
Сертифікат Премії Всесвітньої наукової асоціації з птахівництва (2000)

- З 1988 — член Всесвітньої наукової асоціації з птахівництва (ВНАП[en])[3][11].
- 1992—1996 — член Ради ВНАП, віце-президент Українського відділення ВНАП[11] .
- 1999—2009 — член Товариства по вивченню вільних радикалів в біології та медицині (Society for Free Radical Biology and Medicine[en])[3][11].
- 1999—2012 — член редколегії журналу Asian-Australasian Journal of Animal Sciences[nl] (Сеул, Республіка Корея)[11] .
- 1999—2004 — член редколегії журналу Pakistan Journal of Nutrition (Фейсалабад, Пакистан)[11].
- 2003—2010 — член редколегії журналу Functional Food & Genomics[11].
- 2003—2010 — член Ради Британського відділення ВНАП[11].
- c 2012 — член редколегії журналу Agricultural Science and Technology (Стара Загора, Болгарія).
- c 2014 року — член редколегії журналу Columella — Journal of Agricultural and Environmental Sciences (Геделле, Угорщина).
- c 2012 — член редколегії журналу Grain Products and Mixed Fodders (Одеса, Україна).
- c 2012 — член редколегії журналу Food Science and Technology (Одеса, Україна).
- c 2010 — член редколегії журналу Птахівництво (Харків, Україна).
- 2010—2016 — член редколегії порталу AgroPromInform (Білгород, Росія).
- c 2014 року — член редколегії журналу Biogeosystem Technique (Братислава, Словаччина).
- c 2015 — член редколегії журналу Сільськогосподарська біологія (Москва, Росія.)
- c 2015 — член редколегії журналу EC Nutrition (Лондон, Велика Британія).
- c 2019 — член редколегії журналу Animals (MDPI , Базель, Швейцарія).
- c 2019 — член редколегії журналу Antioxidants (MDPI, Базель, Швейцарія).
- c 2019 — член редколегії журналу Reactive Oxygen Species (Ролі, США).

## Почесні звання, нагороди та досягнення

### Професорські та академічні звання
- 1993 — професор анатомії і фізіології людини, Харківський державний педагогічний університет імені Г. С. Сковороди, Україна[2][3][11][12][14].
- 2001 — професор біохімії харчування, Шотландський сільськогосподарський коледж, Велика Британія[2][3][5][11][14]; звання присвоєно «за видатний внесок у розвиток сільськогосподарської науки»[2].
- 2005 — запрошений професор біохімії харчування, Шотландський сільськогосподарський коледж, Велика Британія[3][11][12][14].
- 2005 — почесний професор харчування, Університет святого Іштвана[en], Геделле, Угорщина[2][3][5][11][12][14].
- 2005 — почесний професор птахівництва і тваринництва, Фракійський університет, Стара-Загора, Болгарія[2][3][5][11][12][14][16].
- 2005 — почесний професор еволюційної біології та екології, Університет Глазго, Велика Британія[2][3][5][7][11][12][14].
- 2008 — почесний професор тваринництва і птахівництва, Сумський національний аграрний університет, Суми, Україна[2][3][5][11][12][14][16].
- 2009 — почесний професор харчових технологій, Одеська національна академія харчових технологій, Одеса, Україна[2][3][5][11][12][14][16].
- 2010 — іноземний член РАСГН, Москва, Росія[2][3][11][12][16].
- 2014 року — іноземний член РАН (член відділення сільськогосподарських наук, секції зоотехнії і ветеринарії), Москва, Росія[3][4][5][14][16].
- 2019 — почесний професор ФГБОУ ВО «Санкт-Петербурзька державна академія ветеринарної медицини», Росія[3][16].

### Нагороди, премії та стипендії
- За радянських часів удостоєний золотої медалі ВДНГ за дослідження антиоксидантів (вітамінів A та E) під час годування індиків[3], а також нагрудного знака «Винахідник СРСР»[2].
- 1994 — стипендія Британської ради[2][10].
- 1996 — міжнародна стипендія Королівського товариства / НАТО[2][10].
- 1999 — британська премія Джона Лоугі Берда за інновацію в категорії «Академічні та медичні інновації» («John Logie Baird Award for Innovation in the category Academic and Medical Spinouts») — створення технології виробництва супер-яєць (збагачених яєць)[2][3][5][7][11][12][14][22][23]. Розробка отримала широке висвітлення в ЗМІ Великої Британії[24][25] та інших країн[26][27][28][29][30].
- 2000 — премія ВНАП у галузі науки («World's Poultry Science Association Award for Research») за видатний внесок в розвиток світового птахівництва — роботу по антиоксидантам в птахівництві. Премія вручається одному вченому в світі один раз на чотири роки за найвищі досягнення в області птахівничої науки[2][3][5][7][10][11][12][14][31].

### Інше
- З 2003 року включений до 7-го (2003), 8-го (2004), 9-го (2006) та 10-го (2008) видань книги біографій світових лідерів в науці «Хто є хто в науці та інженерії» — Marquis Who 's Who in Science and Engineering[3][11] .
- З 2012 року включений до 30-го (2012), 31-го (2013) т 32-го (2014 року) видань книги біографій світових лідерів в науці «Хто є хто в світі науки» — Who is Who in the World[3] .

«Вперше з часів Дарвіна було

пояснено, чому в дикій природі

самці птахів яскраво пофарбовані, тоді

як у самок забарвлення менш виражене».

## Наукові праці

### Научні публікації

#### Журнальні статті
Пітер Сурай має, за Станом на  2019 рік 860 наукових публікацій, у тому числі 161 наукову статтю у високорейтингових, рецензованих англомовних журналах і 198 наукових статей в рецензованих російськомовних наукових журналах . Приклади найбільш цитованих статей, що виходили у високорейтингових журналах, наведені нижче (в дужках після назви журналу вказано імпакт-фактор Станом на  2018
- Blount JD, Metcalfe NB, Birkhead TR, Surai PF. Carotenoid modulation of immune function and sexual attractiveness in zebra finches . Science (41.063). 2003 Apr 4; 300 (5616): 125-7.
- Surai PF, Sparks NH. Designer eggs: from improvement of egg composition to functional food. Trends in food science & Technology (8.519). 2001 Jan 1; 12 (1): 7-16.
- Schrauzer GN, Surai PF. Selenium in human and animal nutrition: resolved and unresolved issues. A partly historical treatise in commemoration of the fiftieth anniversary of the discovery of the biological essentiality of selenium, dedicated to the memory of Klaus Schwarz (1914—1978) on the occasion of the thirtieth anniversary of his death . Critical Reviews in Biotechnology (7.054). 2009 Mar 1; 29 (1): 2-9.
- Fisinin VI, Papazyan TT, Surai PF. Producing selenium-enriched eggs and meat to improve the selenium status of the general population . Critical Reviews in Biotechnology (7.054). 2009 Mar 1; 29 (1): 18-28.
- Pappa EC, Pappas AC, Surai PF. Selenium content in selected foods from the Greek market and estimation of the daily intake . Science of the Total Environment (5.589). 2006 Dec 15; 372 (1): 100-8.
- Royle NJ, Surai PF, McCartney RJ, Speake BK. Parental investment and egg yolk lipid composition in gulls . Functional Ecology (5.03). 1999 Jun; 13 (3): 298—306.
- Surai PF. Silymarin as a natural antioxidant: an overview of the current evidence and perspectives. Antioxidants (4.520). 2015 Mar; 4 (1): 204-47. (Стаття 2015 року — беззмінний лідер за цитуванням в журналі .)
- Surai PF., Kochish II, Fisinin VI, Kidd MK Antioxidant defence systems and oxidative stress in boultry biology: an update. Antioxidants (4.520). 2019; 7. pii: E235.
- Surai PF, Speake BK. Distribution of carotenoids from the yolk to the tissues of the chick embryo . The journal of nutritional biochemistry (4.490). Тисячі дев'ятсот дев'яносто вісім Nov 1; 9 (11): 645-51.
- Hõrak P, Saks L, Karu U, Ots I, Surai PF, McGraw KJ. How coccidian parasites affect health and appearance of greenfinches . Journal of Animal Ecology (4.36). 2004 Sep; 73 (5): 935-47.
- Blount JD, Surai PF, Nager RG, Houston DC, Møller AP, Trewby ML, Kennedy MW. Carotenoids and egg quality in the lesser black-backed gull Larus fuscus: a supplemental feeding study of maternal effects. Proceedings of the Royal Society of London. Series B: Biological Sciences (4.304). 2002 Jan 7; 269 (тисячі чотиреста вісімдесят шість): 29-36.
- Surai PF, Kutz E, Wishart GJ, Noble RC, Speake BK. The relationship between the dietary provision of α-tocopherol and the concentration of this vitamin in the semen of chicken: effects on lipid composition and susceptibility to peroxidation. Reproduction (3.125). 1997 May 1; 110 (1): 47-51.
- Surai PF, MacPherson A, Speake BK, Sparks NH. Designer egg evaluation in a controlled trial. European Journal of Clinical Nutrition (3.114). 2000 Apr; 54 (4): 298.
- Bréque C, Surai P, Brillard JP. Roles of antioxidants on prolonged storage of avian spermatozoa in vivo and in vitro . Molecular Reproduction and Development: Incorporating Gamete Research (3.113). 2003 Nov; 66 (3): 314-23.
- Biard C, Surai PF, Møller AP. Carotenoid availability in diet and phenotype of blue and great tit nestlings . Journal of Experimental Biology (3.017). 2006 Mar 15; 209 (6): 1004-15.
- Biard C, Surai PF, Møller AP. Effects of carotenoid availability during laying on reproduction in the blue tit . Oecologia (2.915). 2005 Jun 1; 144 (1): 32-44.
- Royle NJ, Surai PF, Hartley IR. Maternally derived androgens and antioxidants in bird eggs: complementary but opposing effects? . Behavioral Ecology (2.695). 2001 Jul 1; 12 (4): 381-5.

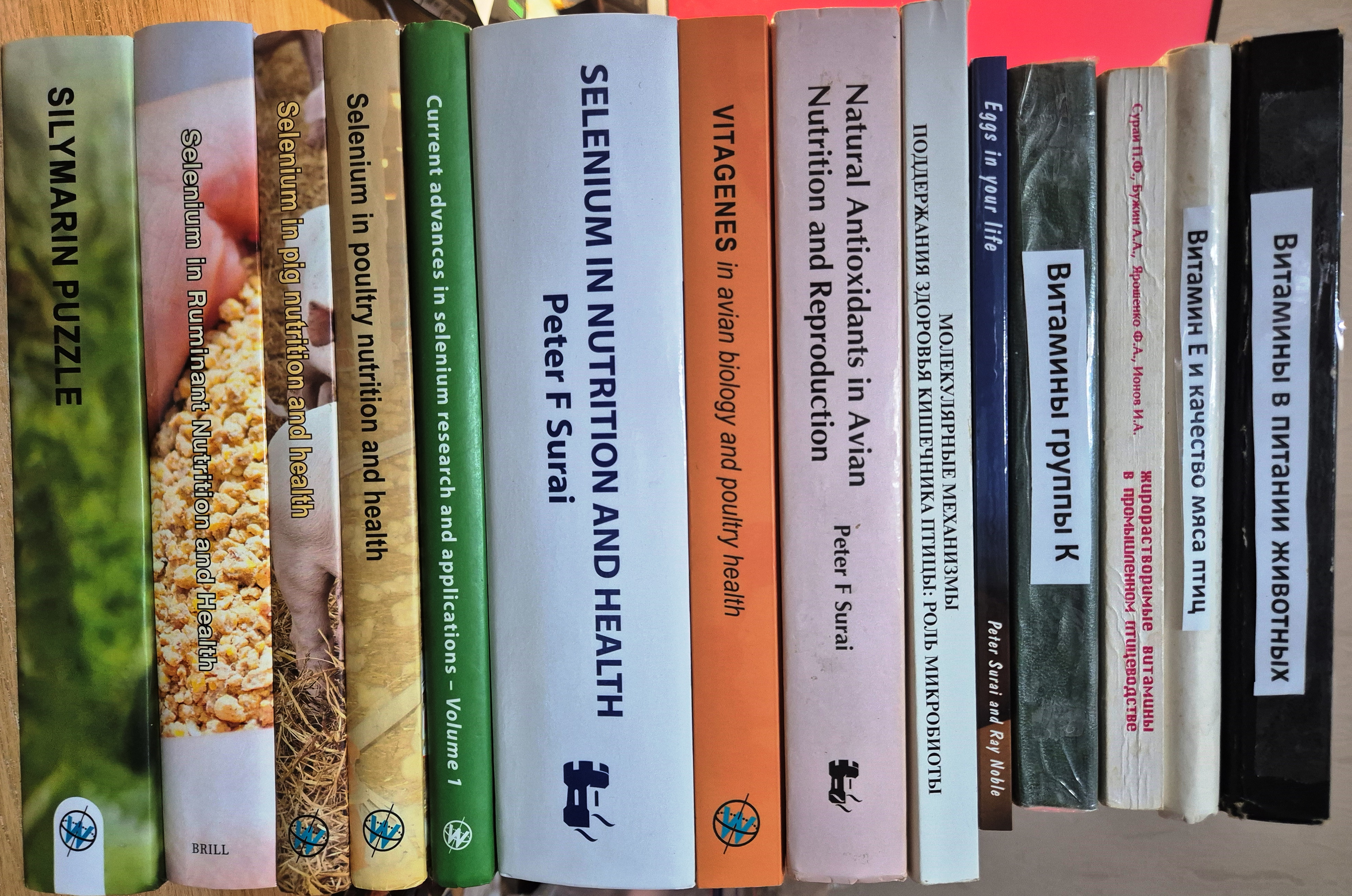
Підбірка монографій Пітера Сурая російською та англійською мовами

#### Монографії
Станом на  2019 рік Пітер Сурай виступив автором 13 монографій, з них 6 англійською мовою, включаючи:
- Вальдман А. Р., Сурай П. Ф., Ионов И. А., Сахацкий Н. И. Витамины в питании животных. — Харьков: РИП «Оригинал», 1993. — 423 с.[2]
- Сурай П. Ф., Ионов И. А., Сахацкий Н. И., Ярошенко Ф. А. Витамин Е и качество мяса птиц. — Донецк: Донеччина, 1994. — 264 с.[2]
- Микитюк А., Сахацкий Н. И., Сурай П. Ф., Ионов И. А. Жирорастворимые витамины в жизни человека. — Харьков, 1995. — 75 с.[2]
- Ионов И. А., Карташов Н., Сурай П. Ф., Чечёткин А. В., Сахацкий Н. И. Витамин К. Биохимическая роль и биологические функции. — Харьков, 1997. — 377 с.[2]
- Сурай П. Ф., Бужин А. А., Ярошенко Ф. А., Ионов И. А. Жирорастворимые витамины в промышленном птицеводстве. — Черкассы, 1997. — 296 с.
- Surai P. F. Природные антиоксиданты в кормлении и размножении птиц = Natural Antioxidants in Avian Nutrition and Reproduction. — Nottingham, UK : Nottingham University Press, 2002. — 615 p. — ISBN 1-897676-95-6.(англ.)(Перевірено 15 жовтня 2021) Архівовано 12 листопада 2019 року.[2][5][14]
- Surai P. F. Селен в питании и здоровье = Selenium in Nutrition and Health. — Nottingham, UK : Nottingham University Press, 2006. — 974 p. — ISBN 1-904761-16-X.(англ.)(Перевірено 15 жовтня 2021)[2][5][14] [Найповніша книга по селен у світі; названа фахівцями «Біблією селену»[2].]
- Current Advances in Selenium Research and Applications / Ed. by P. F. Surai and J. A. Taylor-Pickard. — Wageningen, The Netherlands : Wageningen Academic Publishers, 2006. — Т. 1. — 351 p. — ISBN 978-90-8686-073-9. — DOI:10.3920/978-90-8686-642-9.(англ.)(Перевірено 15 жовтня 2021)
- Surai P., Noble R. Eggs in Your Life. — Ayr, UK : Feed-Food Ltd, 2013. — 155 p. — ISBN 0-9575496-0-1.(англ.)(Перевірено 15 жовтня 2021)[5][14]
- Surai P. F. Selenium in Poultry Nutrition and Health. — Wageningen, The Netherlands : Wageningen Academic Publishers, 2018. — 430 p. — ISBN 978-90-8686-317-4. — DOI:10.3920/978-90-8686-865-0.(англ.)(Перевірено 15 жовтня 2021)[34]

Станом на  2019 рік є також автором 44 глав у різних іноземних монографіях англійською мовою.

### Дисертаційні роботи
- Биохимические и функциональные изменения в тканях и сперме индюков в зависимости от уровней витаминов E и A в корме: дис. … канд. биол. наук: 03.00.04 / П. Ф. Сурай; Харьков. гос. ун-т. — Харьков, 1982. — 192 с.: ил.[13]
- Биологические основы и экспресс-методы контроля витаминного питания сельскохозяйственных птиц: дис. … докт. биол. наук: 03.00.13 / П. Ф. Сурай; Ин-т животноводства лесостепи и полесья УССР. — Борки, 1991. — 390 с.: ил.[15]

### Наукометричні показники
Станом на 15 жовтня 2021 року Пітер Сурай мав наступні наукометричних показники:
- Відповідно до даних Scopus: цитованість — 9389; h-index — 58; кількість публікацій — 179[35].
- Відповідно до Google Scholar: цитованість — 17 627 (за 2016 рік — 1175; за 2017 рік — 1 206; за 2018 рік — 1 160; за 2019 рік — 1283; за 2020 рік - 1258; за 2021 рік - 1099); h-index — 73; Індекс i-10 — 185; кількість публікацій — 305[36].

## Винахідницька діяльність
Станом на  2019 в своєму активі винахідника професор Сурай має:
- 5 американських патентів[2][5][11][14],
- 1 канадський патент[2][11][14][39],
- 1 європейський патент[2][11][14],
- 1 російський патент[14],
- 5 патентів України[11][14],
- 19 патентів (свідоцтв на винаходи) колишнього СРСР[5][11][14], за що нагороджений нагрудним знаком «Винахідник СРСР»[2].

## Особисте життя
Одружений, має двох дітей . Проживає в місті Ері (Шотландія) . Захоплюється фотографією та поетичною творчістю .